# Kévin Vauquelin
  Kévin Vauquelin    (Bayeux, 26 d'abril de 2001) és un ciclista francès, professional des del 2021. Actualment corre a l'equip Arkéa-B&B Hotels. Combina el ciclisme en pista amb la carretera. En el seu palmarès destaca el Tour dels Alps Marítims i del Var de 2023.

## Palmarès
- 2018
  -  Campió de França en contrarellotge júnior
  - 1r al Tour de la Vall de la Trambouze
- 2019
  -  Campió de França en ruta júnior
  - 1r al Gran Premi Fernand-Durel i vencedor d'una etapa
- 2020
  - Vencedor d'una etapa al Saint-Brieuc Agglo Tour
- 2021
  -  Campió de França en contrarellotge amateur
  -  Campió de França en contrarellotge sub-23
  - Campió de Normandia de contrarellotge per equips
  - 1r al Gran Premi Franco-Holandès
  - 1r al Trio normand, amb Hugo Toumire i Florian Pardon
- 2023
  - 1r al Tour dels Alps Marítims i del Var i vencedor d'una etapa
  - 1r al Tour del Jura
- 2024
  - Vencedor d'una etapa a l'Étoile de Bessèges
  - Vencedor d'una etapa al Tour de França
- 2025
  - 1r a l'Étoile de Bessèges i vencedor de dues etapes
  - 1r a la Région Pays de la Loire Tour i vencedor d'una etapa

### Resultats al Tour de França
- 2024. 91è de la classificació general, vencedor de la 2a etapa
- 2025. 7è de la classificació general

### Resultats a la Volta a Espanya
- 2023. No surt (15a etapa)